# Syed Putra

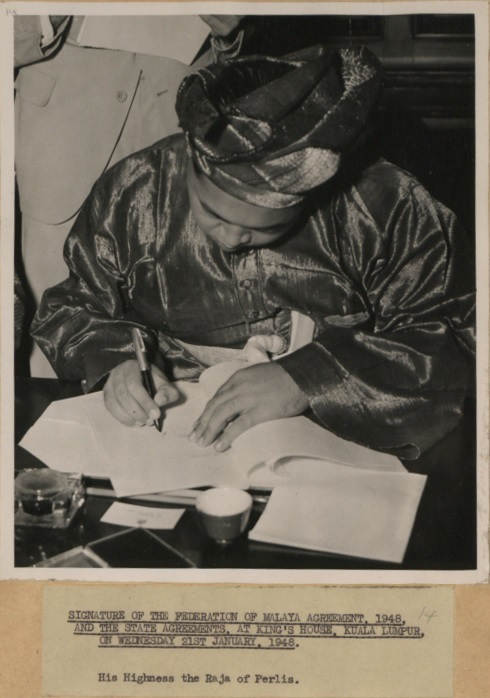
Syed Harun Putra

Tuanku Syed Harun Putra ibni Almarhum Syed Hassan Jamalullail, KCMG (* 25. November 1920 in Arau, Perlis, Unfederated Malay States, British Malaya; gestorben 16. April 2000, National Heart Institute of Malaysia, Kuala Lumpur, Malaysia) war der dritte Yang di-Pertuan Agong der Föderation Malaya und später von Malaysia (21. September 1960–20. September 1965), sowie der sechste Raja von Perlis vom 4. Dezember 1945–16. April 2000.

## Leben

### Jugend
Er war der Sohn von Syed Hassan bin Syed Mahmud Jamalullail (Bakal Raja, 1897–1935) und dessen Nebenfrau Teh binti Wan Endut (gest. 1952). Dadurch war er zunächst Heir Presumptive (Bakal Raja, voraussichtlicher Thronfolger) für den Thron von Perlis. Er wurde in Arau geboren und erhielt seine Ausbildung an der Arau Malay School und später an der Penang Free School zwischen 1937 und 1939. Im Alter von 18 Jahren nahm er eine Tätigkeit beim Verwaltungsapparat von Perlis auf und wurde 1940 Magistrat, daraufhin wurde er nach Kuala Lumpur versetzt, wo er als "Second Magistrate" im Strafgerichtshof eingesetzt wurde.

### Auseinandersetzungen um die Thronfolge von Perlis
Der vierte Raja von Perlis, Syed Alwi ibni Almarhum Syed Safi Jamalullail (* 1881; reg. 1905–1943) starb kinderlos. Er hatte jedoch mehrere Halbbrüder, die um die Thronfolge wetteiferten. Die Thronfolge war nicht gesetzlich geregelt und der Heir Presumptive musste vom Staatsrat bestätigt werden, der sich aus dem Raja und weiteren Personen zusammensetzte.
Syed Putras Großvater väterlicherseits, Syed Mahmud, war der älteste Sohn von Raja Syed Safi ibni Almarhum Syed Alwi Jamalullail (3. Raja) und ein Halbbruder von Raja Syed Alwi. Er diente als Raja Muda bis 1912, als er verurteilt und in Alor Star, Kedah bis 1917 eingekerkert wurde. Dort verstarb er zwei Jahre später. Am 6. Dezember 1934 wurde Syed Mahmuds Sohn Syed Hassan jedoch mit drei von vier Stimmen vom State Council als Bakal Raja gewählt. Syed Hassan verstarb jedoch bereits am 18. Oktober 1935.
Am 30. April 1938 wurde Syed Putra mit drei von vier Stimmen als Bakal Raja gewählt. Diese Wahl wurde jedoch von Syed Hamzah angefochten, dem jüngeren Halbbruder von Raja Syed Alwi und damaligen Vizepräsidenten des State Council. Er argumentierte, dass Syed Putra in der Thronfolge nach den muslimischen Erbrechten zu weit entfernt sei (Primogenitur galt in Perlis damals nicht). Die Britischen Kolonialbehörden unterstützten jedoch Syed Putra.

### Japanische Besatzungszeit
Zu Beginn des Zweiten Weltkriegs zog sich Raja Syed Alwi nach Kuala Kangsar in Perak zurück. Er kehrte am 28. Dezember 1941 nach Perlis zurück, war zu dieser Zeit jedoch schon sehr krank und die Staatsgeschäfte wurden von Syed Hamzah geführt. Syed Putra diente zu dieser Zeit in der Justiz in Kuala Lumpur und war von Sultan Musa Ghiatuddin Riayat Shah von Selangor angewiesen worden, dort zu bleiben. Im Mai 1942 überzeugte Syed Hamzah Raja Syed Alwi die Ernennung von Syed Putra zurückzuziehen und dafür Syed Hamzah selbst als Bakal Raja zu ernennen. Syed Putra hielt sich mit seiner Familie in Klang auf und kehrte am 15. Mai 1942 nach Perlis zurück. Er lebte in einer Hütte in der Nähe des Bahnhofs von Arau auf und erhielt eine monatliche Zuwendung von Raja Syed Alwi in Höhe von $90, die jedoch mit dessen Tod eingestellt wurde. Raja Syed Alwi starb am 1. Februar 1943 und einen Tag später, noch vor der Beerdigung wurde Syed Hamzah mit Zustimmung des japanischen Militärgouverneurs von Kedah und Perlis zum fünften Raja von Perlis ausgerufen.
Am 29. März 1945 verließ Syed Putra Perluis und zog nach Kelantan, in den Heimatstaat seiner Frau Tengku Budriah, wo er seinen Lebensunterhalt mit dem Verkauf von Gebäck und getrockneten Früchte bestritt.

### Rückkehr der Briten
Die British Military Administration (Malaya) (BMA) unter Lord Louis Mountbatten weigerte sich, Syed Hamzah als Raja anzuerkennen. Am 18. September 1945 musste er abdanken. Er ging zunächst ins Exil nach Thailand und verstarb am 20. Februar 1958 in Arau.
Am 4. Dezember 1945 ernannten die Briten Syed Putra zum sechsten Raja von Perlis. Er kehrte über Padang Besar nach Perlis zurück und wurde am 12. März 1949 inthronisiert.

### Das Experiment der Malaiischen Union
Raja Syed Putra war ein Gegner des Vertrags zur Malaiischen Union, weil der Vertrag den lokalen Herrschern das Recht nahm, das 1930 im Vertrag zwischen Briten und Perlis gewährt worden war, als Raja-in-council regieren zu dürfen. Sein Protest wurde jedoch von den Briten abgewiesen und er musste unter Zwang unterzeichnen. In der Folge bekämpfte er, wie alle anderen malaiischen Regenten auch, den Malayan Union Treaty.

### Wahl zum Stellvertretenden König
Putra wurde von den malaiischen Regenten zum Stellvertreter des Yang di-Pertuan Agong gewählt und behielt dieses Amt vom 14. April 1960 bis zum Tod von Sultan Hisamuddin Alam Shah am 1. September 1960.

### Wahl zum Yang di-Pertuan Agong
Putra wurde dann zum Yang di-Pertuan Agong der unabhängigen Föderation Malaya gewählt. Er wurde im Istana Negara (Nationalpalast) in Kuala Lumpur am 4. Januar 1961 inthronisiert. Am 16. September 1963, anlässlich der Ausrufung der Malaysischen Föderation aus der Föderation von Malaya, British Borneo (Sabah), Sarawak und Singapur, wurde er Yang di-Pertuan Agong von Malaysia. Seine Amtszeit endete am 20. September 1965. Sein Sohn, Tuanku Syed Sirajuddin wurde nach dem Tod des Nachfolgers, Sultan Salahuddin Abdul Aziz von Selangor als Yang di-Pertuan Agong gewählt und war von 2001 bis 2006 im Amt.

## Rolle als König
Im September 1963 entstand das heutige Malaysia und Almarhum Tuanku Syed Putra wurde dadurch der letzte König der Föderation Malaya, der erste König von Malaysia und der einzige malaiische König,  der in der Neuzeit auch Singapur regierte.
Raja Syed Putras Amtszeit war gekennzeichnet durch den Konfrontasi, den militärischen Konflikt, mit dem größeren Nachbarn Indonesien. Putra bot an, als Yang di-Pertuan Agong länger im Amt zu bleiben, um den Konflikt bis zum Ende zu begleiten, was aber vom damaligen Premierminister Abdul Rahman abgewehrt wurde.
Putra ordnete auch den richtigen Gebrauch der Königlichen Insignien an, da er glaubte, ein Missbrauch sei teilweise für die mysteriöse Krankheit und den Tod seines Vorgängers Hisamuddin Alam Shah verantwortlich.
Das Stadium Negara, das Bangunan Parlimen Malaysia (Parlamentsgebäude), das Muzium Negara, der Subang International Airport, das Masjid Negara (Staatsmoschee) und die Werften in Klang an der Straße von Malakka stehen symbolhaft für die erfolgreiche und glückliche Regierungszeit von Putra.
Im Gegensatz dazu steht der Konflikt zwischen People’s Action Party und United Malays National Organisation, der letztendlich zur Unabhängigkeit Singapurs führte, am 9. August 1965, gerade einmal drei Wochen vor den Merdeka-Celebrations (Unabhängigkeitsfeierlichkeiten) und nur einen Monat vor Ende seiner Amtszeit.

## Spätere Rolle & Tod
Syed Putra wurde der Doyen der malaysischen Regenten und stand als wertvoller Ratgeber seinen Nachfolgern zur Seite, vor allem in der Verfassungskrise unter Premierminister Mahathir bin Mohamad 1983 und nochmals 1993. Er starb im National Heart Institute, Kuala Lumpur am 16. April 2000. Zu dieser Zeit war er weltweit der Monarch mit der längsten Regierungszeit. Vor ihm war dies Franz Joseph II., Fürst von Liechtenstein bis 1989. Putra wurde im königlichen Mausoleum in Arau, Perlis, beigesetzt.

## Familie
Syed Putra war zwei Mal verheiratet:
1. 1941 heiratete er Tengku Budriah binti Tengku Ismail aus dem Sultanat Patani in Thailand. Sie war seine Königin mit den Titeln Raja Perempuan von Perlis und Raja Permaisuri Agong. Sie ist die Mutter des gegenwärtigen Raja von Perlis, Tuanku Syed Sirajuddin und hatte vier weitere Söhne und fünf Töchter
2. 1952 heiratete er Che Puan Mariam (née Riam Pessayanavin; 1915–1986) von der er drei Söhne und eine Tochter hatte. Sie war eine muslimische Thai aus Bangkok und Miss Siam 1939.[24]

## Ehrungen
Putra erhielt folgende Ehrungen:

### Ehrungen von Perlis
- Träger des Perlis Family Order of the Gallant Prince Syed Putra Jamalullail (DK)
- Knight Grand Companion (Dato' Sri Setia) of the Most Esteemed Order of the Gallant Prince Syed Putra Jamalullail (4. Dezember 1995) - SSPJ
- Knight Grand Commander (Dato' Sri Paduka) of the Most Illustrious Order of the Crown of Perlis (= the Star of Safi) - SPMP

### Malaysische Ehrungen
- als Yang di-Pertuan Agong 1960–1965:
  -  Recipient of the Royal Family Order of Malaysia - DKM (1966, nach der Amtszeit)
  -  Großmeister (1960–1965) of the Order of the Crown of the Realm
  -  Grand Commander (SMN) and Grand Master (1960–1965) of the Order of the Defender of the Realm
  -  Founding Grand Master (3.–20. September 1965) of the Order of the Royal Family of Malaysia
- Malaya:
  -  Recipient of the Order of the Crown of the Realm (DMN, 31. August 1958)[26]
- Kedah:
  -  Mitglied im Royal Family Order of Kedah (DK)
- Kelantan:
  -  Träger des Royal Family Order oder Star of Yunus (DK)
- Pahang:
  -  Member 1st class of the Family Order of the Crown of Indra of Pahang (DK I, 24. Oktober 1980)
- Perak:
  -  Knight Grand Commanders of the Order of the Perak State Crown (SPMP)
- Sabah:
  - Grand Commander of the Order of Kinabalu - SPDK (1971)
- Sarawak:
  -  Knight Grand Commander (Datuk Patinggi) of the Order of the Star of Hornbill Sarawak (DP)
- Selangor:
  -  First Class of the Royal Family Order of Selangor (DK I)

### Ausländische Ehrungen
- Brunei: First Class (Laila Utama) of the Royal Family Order of Brunei - DK (24. September 1958)
- Kambodscha: Großkreuz des Königlichen Ordens von Kambodscha (21. Dezember 1962)
- Ägypten: Grand Cordon des Nil-Orden (17. April 1965)
- Japan: Collane des Chrysanthemenorden (15. Juni 1964)
- Jordanien: Collane des Order of al-Hussein bin Ali (24. April 1965)
- Pakistan: Nishan-e-Pakistan 1. Klasse (28. Dezember 1961)
- Philippinen: Raja of the Order of Sikatuna (10. Februar 1961)
- Saudi-Arabien: Collane des Order of the Badr Chain (3. April 1965)
- Thailand: Großkreuz des Order of the Rajamitrabhorn (20. Juni 1962)
- Vereinigtes Königreich:
  - Queen Elizabeth II Coronation Medal (2. Juni 1953)
  - Commander (10. Juni 1948) und Knight Commander (31. Mai 1956) des Order of St Michael and St George

## Vermächtnis
Jalan Syed Putra, ein Abschnitt des Federal Highway (Malaysia Federal Route 2, JKR 2) zwischen Kuala Lumpur railway station und Mid Valley Megamall wurde nach ihm benannt.